# Győri ETO FC
Der Győri ETO FC, Győri Egyetértés Torna Osztály Football Club, ist ein ungarischer Sportverein in Győr, einer mittelgroßen Stadt im Nordwesten Ungarns. 1904 wurde der Verein unter dem Namen Győri Vagongyár ETO gegründet. In der Vereinsgeschichte gab es zahlreiche Namenswechsel. Bekannt ist vor allem der Name Rába ETO Győr (1965–1985). Die Vereinsfarben sind grün und weiß.

## Stadion
Der ETO Park hat rund 16.000 Plätze. Die beiden Haupttribünen liegen einander gegenüber.

## Namensänderungen
- 1994: Győri ETO FC
- 1992: Rába ETO FC Győr
- 1985: Győri ETO FC
- 1965: Rába ETO Győr
- 1957: Győri Vasas ETO
- 1957: Magyar Wilhelm Pieck Vagon- és Gépgyár ETO Győr
- 1954: Wilhelm Pieck Vasas ETO SK Győr
- 1953: Vasas SE Győr
- 1952: Győri Vasas
- 1950: Győri Vasas SC ETO
- 1904: Győri Vagongyár ETO

## Fußball
Die Fußballer des Vereins tragen ihre Heimspiele im ETO Park aus, das ein Fassungsvermögen von 16.000 Zuschauern hat. Das neue Stadion, der ETO Park wurde 2008 fertiggestellt. Der Verein gewann viermal die Meisterschaft (1963, 1982, 1983, 2013) und viermal den nationalen Vereinspokal (1965, 1966, 1967, 1979). 1964/65 drang die Mannschaft als Vasas ETO Győr im Europapokal der Landesmeister bis ins Halbfinale vor und wurde dort erst durch Eusébios Benfica Lissabon gestoppt.
55 Jahren spielte der Verein ununterbrochen in der 1. Liga. Wegen finanzieller Schwierigkeiten wurde dem Klub 2015 die Lizenz für die oberste Klasse verweigert. Nach der Rückstufung in die 3. Liga gelang 2017 der Aufstieg in die Nemzeti Bajnokság II und schließlich 2024 die Rückkehr in die 1. Liga. Nach anfänglichen Startschwierigkeiten wurde Győr Vierter und wird in der UEFA Conference League teilnehmen, da Pokalsieger Paksi FC sich als Dritter auch über die Liga für Europa qualifizierte.

## Titel
- Ungarischer Meister (4): 1963, 1982, 1983, 2013
- Ungarischer Pokalsieger (4): 1965, 1966, 1967, 1979
- Ungarischer Supercup (1): 2013

## Trainer
- Lajos Baróti (1948–1952)
- Ferenc Szusza (1962–1964, 1966–1968)
- Nándor Hidegkuti (1963–1965)
- Zoltán Varga (2001, 2003)
- József Kiprich (2003)
- Ferenc Horváth (2014)

## Spieler
- Károly Palotai (19??–196?)
- Gábor Pölöskei (1936–1946)
- Péter Hannich (1977–1986, 1987–1988)
- Peter Vermes (1989)
- Vasile Miriuță (1992–1993, 1994–1995, 2003)
- Miklós Fehér (1995–1998)
- András Dienes (2001–2002)

## Weitere Sportabteilungen
Im Gesamtverein gibt es weitere erfolgreiche Abteilungen in anderen Sportarten. Bekannt sind vor allem die Handballabteilungen, die zahlreiche nationale und internationale Erfolge aufweisen können. Die Herrenmannschaft gewann beispielsweise 1986 als Rába Vasas ETO Győr den IHF-Pokal. 
Zudem betrieb der Verein Eishockeymannschaften, die sich 1992 als Győri ETO HC selbständig machten.

## Erläuterungen / Einzelnachweise
1. ↑  eto.hu: Bilder des neuen Stadions auf der offiziellen Website (ungarisch)
2. ↑  rsssf.org: Übersicht über die Ungarischen Pokalfinals (englisch)
3. ↑  rsssf.org: Champions League Saison 1964/65
4. ↑  Absturz von ETO Pester Lloyd vom 8. Mai 2015

Debreceni Vasutas SC |
Diósgyőri VTK |
Fehérvár FC |
Ferencváros Budapest |
Kecskeméti TE |
Kisvárda FC |
Mezőkövesd-Zsóry SE |
MTK Budapest FC |
Paksi FC |
Puskás Akadémia FC |
Újpest Budapest |
Zalaegerszegi TE FC